# 14 de abril
14 de abril é o 104.º dia do ano no calendário gregoriano (105.º em anos bissextos). Faltam 261 dias para acabar o ano.

## Eventos históricos

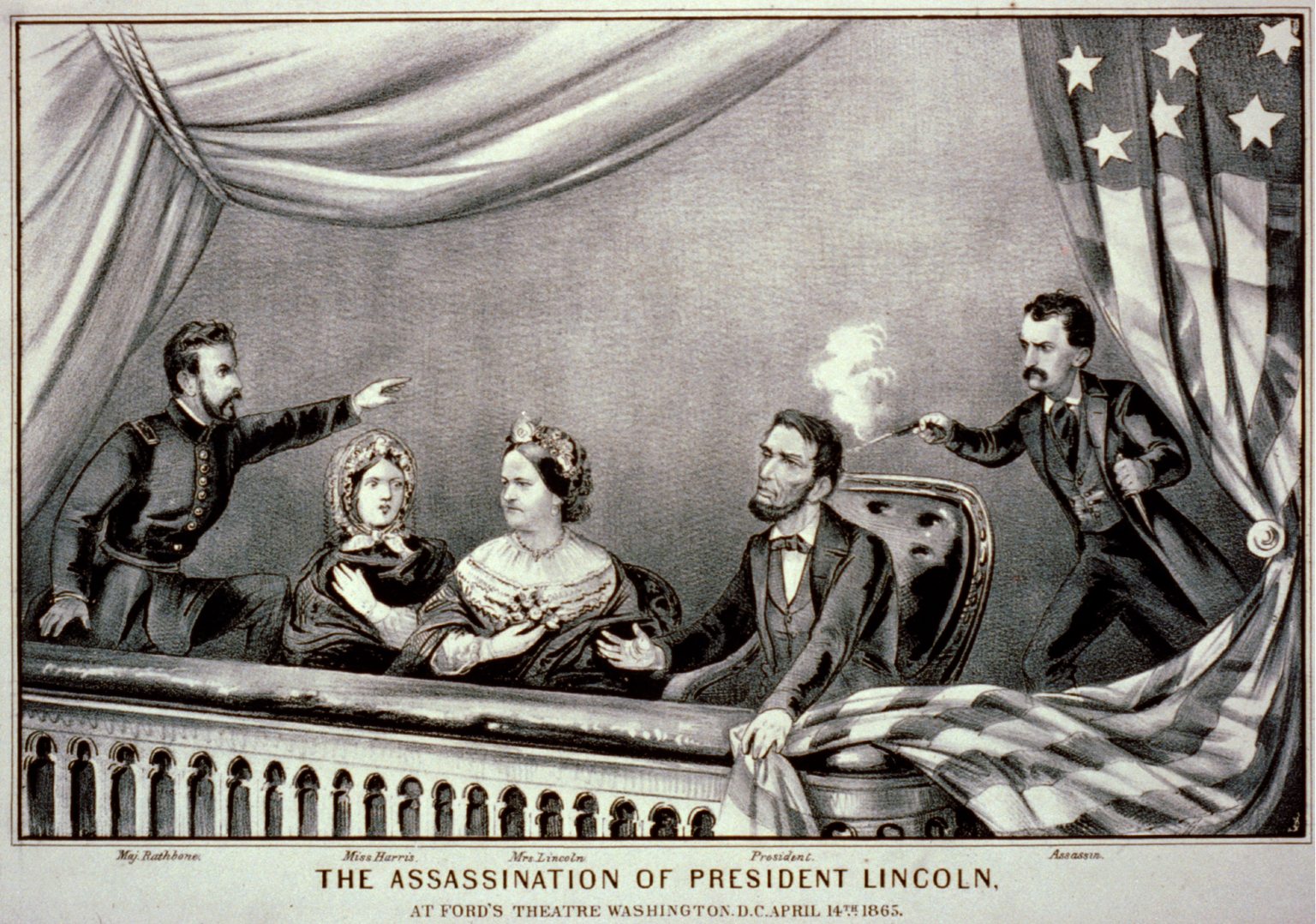
1865: Assassinato de Abraham Lincoln.

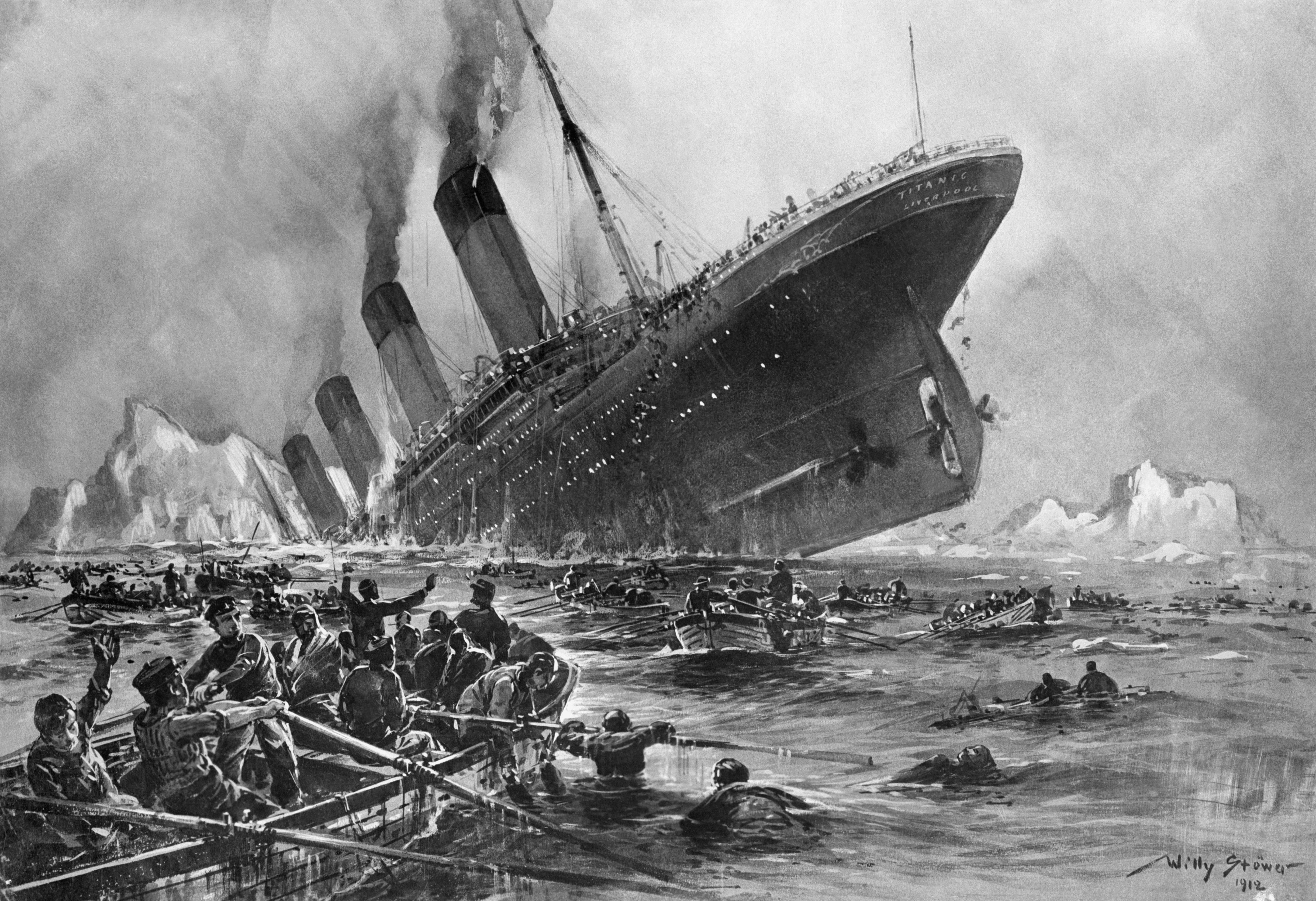
O naufrágio do Titanic por Willy Stöwer.

- 43 a.C. — Batalha do Fórum dos Galos: Marco Antônio, sitiando o assassino de Júlio César, Décimo Bruto em Mutina, derrota as forças do cônsul Pansa, mas é depois imediatamente derrotado pelo exército de outro cônsul, Aulo Hírcio.
- 0069 — Vitélio, comandante dos exércitos do Reno, derrota o imperador Otão na Batalha de Bedríaco e assume o trono.
- 0972 — Otão II, co-imperador do Sacro Império Romano-Germânico, casa-se com a princesa romana-oriental (bizantina) Teofânia Esclerina. É coroada imperatriz pelo Papa João XIII em Roma no mesmo dia.[1]
- 1028 — Henrique III, filho de Conrado, é eleito rei da Alemanha.
- 1205 — Batalha de Adrianópolis, entre os búlgaros e os cruzados.
- 1385 — Guerra entre Toquetamis e Tamerlão: O emir turco Tamerlão derrota o exército da Horda Dourada de Toquetamis (descendente de Gengis Cã), iniciando o declínio militar permanente do canato.
- 1471 — Na Inglaterra, os iorquistas sob o comando de Eduardo IV derrotam os lencastreanos sob a liderança do Conde de Warwick na Batalha de Barnet; o conde é morto e Eduardo IV retoma o trono.
- 1561 — Um fenômeno celeste é relatado sobre Nuremberg, descrito como uma batalha aérea.
- 1639 — Guerra dos Trinta Anos: as forças do Sacro Império Romano e do Eleitorado da Saxônia são derrotadas pelos suecos na Batalha de Chemnitz, encerrando a eficácia militar do exército saxão pelo resto da guerra e permitindo que os suecos avançassem para a Boêmia.[2]
- 1831 — Império do Brasil: O Hino Nacional Brasileiro é executado pela primeira vez.
- 1832 — Abrilada, levante militar em Recife com o objetivo de reconduzir Pedro I ao trono brasileiro.
- 1849 — A Hungria declara-se independente da Áustria com Lajos Kossuth como seu líder.[3]
- 1865 — Abraham Lincoln, 16.º presidente dos Estados Unidos, sofre um atentado no Teatro Ford cometido por John Wilkes Booth. Lincoln viria a falecer no dia seguinte.
- 1890 — A União Pan-Americana é fundada pela Primeira Conferência Internacional dos Estados Americanos em Washington, D.C..
- 1900 — Início da Exposição Universal em Paris.
- 1906 — Em Los Angeles, Estados Unidos, o reavivamento da Rua Azusa tem início e lançar o pentecostalismo como um movimento mundial.
- 1909
  - O médico brasileiro Carlos Chagas descobre a doença de Chagas, uma doença parasitária tropical causada pelo Trypanosoma cruzi.
  - Um massacre é organizado pelo Império Otomano contra a população armênia da Cilícia.
- 1912
  - Na cidade de Santos, São Paulo é fundado o clube de futebol Santos Futebol Clube
  - O navio RMS Titanic naufraga por volta das 02h20min após se chocar cerca de duas horas e quarenta minutos antes com um iceberg no Atlântico Norte em sua viagem inaugural.
- 1927 — O primeiro carro da Volvo é lançado em Gotemburgo, Suécia.
- 1928 — Uma aeronave alemã do tipo Junkers W 33, chega a Greenly Island, no Canadá, completando o primeiro voo transatlântico bem-sucedido de leste a oeste.[4]
- 1929 — O primeiro Grande Prêmio de Mônaco acontece no Principado de Mônaco. William Grover-Williams vence ao volante de um Bugatti Type 35.
- 1931 — As Cortes Gerais depõem o rei Afonso XIII e proclamam a Segunda República Espanhola.
- 1935 — A tempestade de poeira chamada o Domingo Negro, foi considerada uma das piores tempestades do Dust Bowl, atingindo regiões interiores dos Estados Unidos, mais precisamente os estados de Oklahoma e de Texas.[5]
- 1939 — As Vinhas da Ira, do escritor norte-americano John Steinbeck é publicado pela Viking Press.
- 1940 — Segunda Guerra Mundial: os Royal Marines desembarcam em Namsos, Noruega.
- 1941 — Segunda Guerra Mundial: o general alemão Erwin Rommel ataca Tobruk.
- 1942 — Malta recebe a Cruz de Jorge pela valentia de seus habitantes. A Cruz de Jorge foi dada pelo próprio rei Jorge VI e agora é um emblema da bandeira nacional maltesa.
- 1944 — Explosão em Bombaim: uma enorme explosão no porto de Bombaim mata 300 pessoas e causa danos econômicos avaliados em 20 milhões de libras
- 1945 — Segunda Guerra Mundial: início da Batalha de Montese, parte da ofensiva aliada final da Campanha da Itália, tendo como forças combatentes, de um lado unidades da 1ª divisão de infantaria (expedicionária) brasileira (1ª DIE), reforçada por alguns tanques da 1ª Divisão Blindada Americana; e de outro, tropas do 14º Exército do Grupo de Exércitos C da Wehrmacht.
- 1958 — O satélite soviético Sputnik II regressa após uma missão que durou 162 dias. Esta foi a primeira nave espacial a transportar um animal vivo, uma cadela chamada Laika. A cadela provavelmente viveu apenas algumas horas após o lançamento.
- 1967 — Gnassingbé Eyadéma torna-se Presidente do Togo depois de um golpe de Estado.
- 1971 — O presidente norte-americano Richard Nixon termina o embargo contra a China.
- 1981 — STS-1: o primeiro ônibus espacial operacional, Columbia completa seu primeiro voo de teste.
- 1986 — Em represália pelo atentado de 5 de abril em Berlim Ocidental, que matou dois militares estadunidenses, o presidente dos Estados Unidos Ronald Reagan ordena uma série de ataques aéreos contra a Líbia, matando 60 pessoas.
- 1988 — Em uma cerimônia das Nações Unidas em Genebra, Suíça, a União Soviética assina um acordo comprometendo-se a retirar suas tropas do Afeganistão.
- 1999 — Uma chuva de granizo severa atinge Sydney, na Austrália, causando danos consideráveis e tornando-se o desastre natural mais custoso da história da Austrália.
- 2002 — O presidente venezuelano Hugo Chávez retorna ao cargo dois dias depois de ter sido deposto e preso pelos militares do país.
- 2003 — 99% do genoma humano foi sequenciado pelo Projeto do Genoma Humano.
- 2010
  - O vulcão islandês Eyjafjallajökull entra em erupção, causando graves transtornos ao transporte aéreo europeu.
  - Aproximadamente 2 700 pessoas morrem em um sismo de magnitude 6,9 em Yushu, Chingai, China.
- 2011 — Líderes do BRICS reúnem-se para a reunião de cúpula de 2011, marcada pela entrada da África do Sul no grupo.
- 2014 — Duzentas e setenta e seis estudantes são sequestradas pelo Boko Haram em Chibok, nordeste da Nigéria.
- 2018 — Estados Unidos, Reino Unido e França lançam múltiplos bombardeios na Síria contra alvos militares do regime de Bashar al-Assad como retaliação a suposto ataque químico na região de Douma.
- 2022 — Invasão russa da Ucrânia: o navio de guerra russo Moskva afunda.[6]
- 2023 — A Agência Espacial Europeia lança uma espaçonave interplanetária para estudar Ganimedes, Europa e Calisto.

## Nascimentos

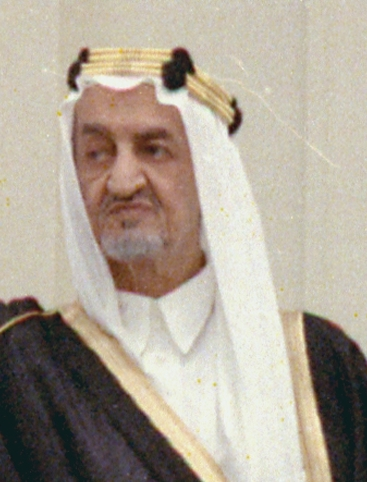
Faisal da Arábia Saudita

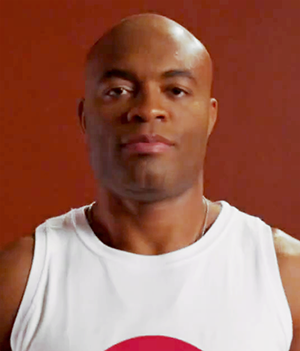
Anderson Silva

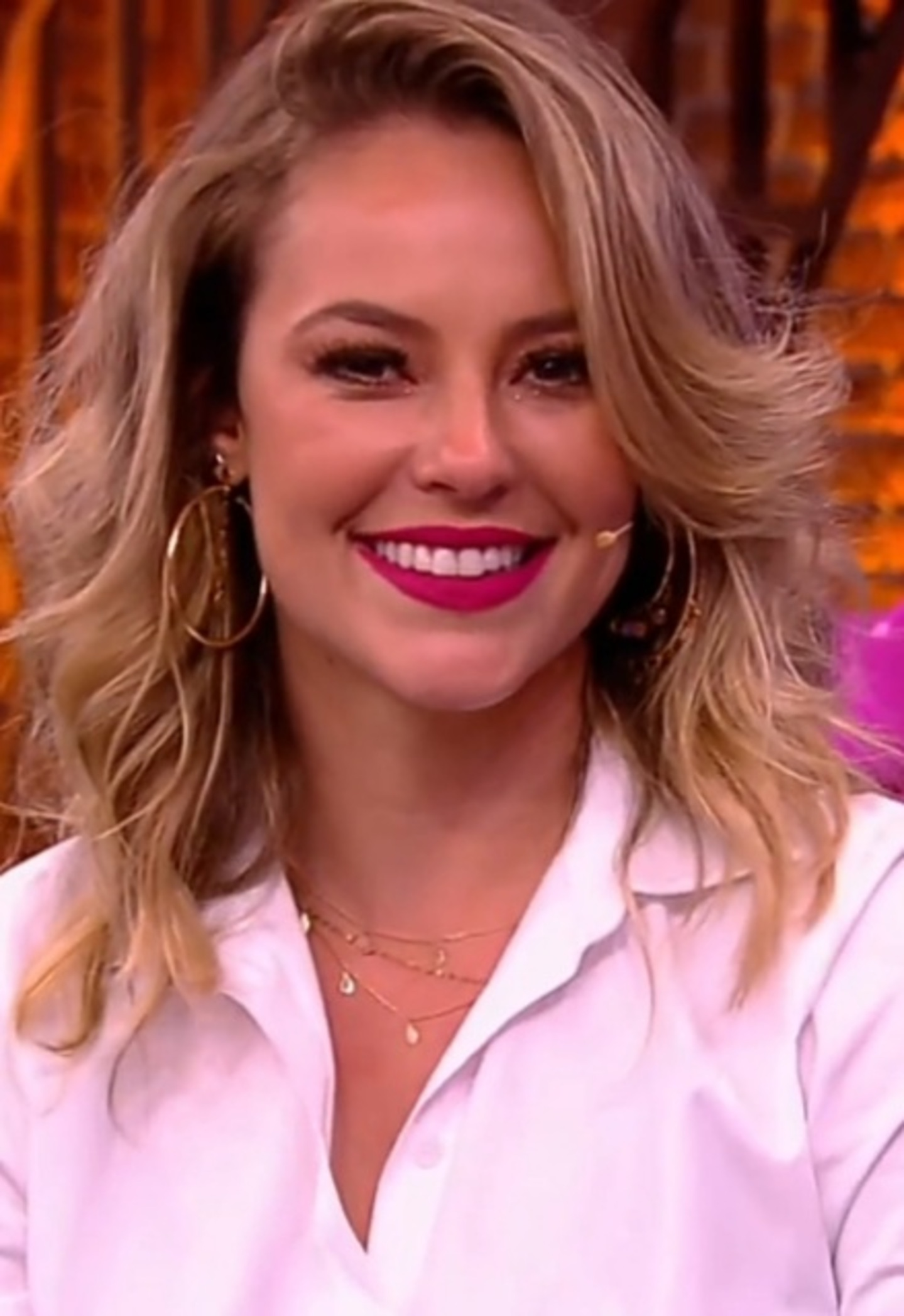
Paolla Oliveira

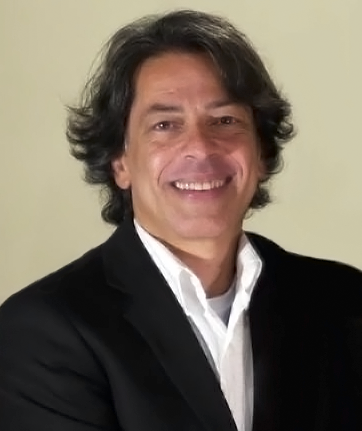
Paulo Leão

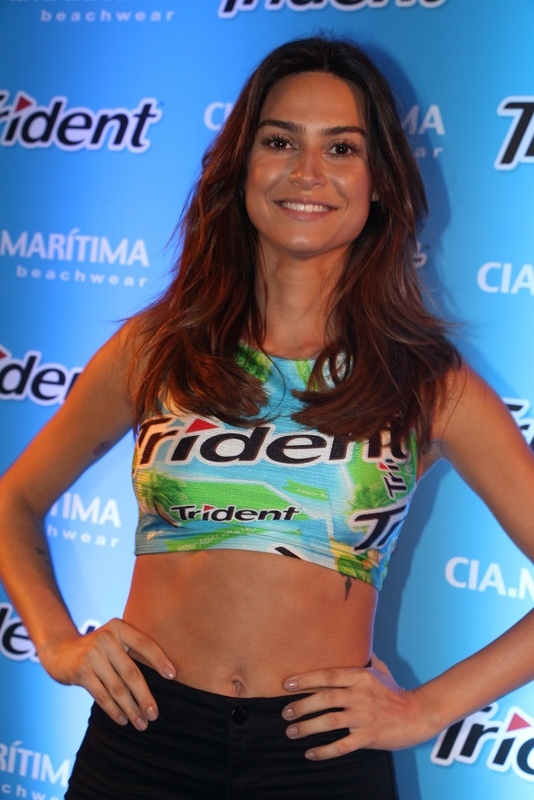
Thaila Ayala

### Anteriores ao século XIX
- 1126 — Averróis, físico e filósofo espanhol (m. 1198).
- 1204 — Henrique I de Castela (m. 1217).
- 1371 — Maria da Hungria (m. 1395).
- 1527 — Abraham Ortelius, geógrafo e cartógrafo flamengo (m. 1598).
- 1578 — Filipe III de Espanha (m. 1621).
- 1629 — Christiaan Huygens, astrônomo e matemático holandês (m. 1695).
- 1741 — Momozono, imperador japonês (m. 1762).
- 1744 — Denis Fonvizin, dramaturgo russo (m. 1792).
- 1762 — Giuseppe Valadier, arquiteto e arqueólogo italiano (m. 1839).
- 1773 — Jean-Baptiste, Conde de Villèle, estadista francês (m. 1854).
- 1796 — Benjamin Bonneville, militar franco-americano (m. 1878).

### Século XIX
- 1818 — Maria de Saxe-Altemburgo (m. 1907).
- 1820 — Maturin Murray Ballou, escritor e editor estadunidense (m. 1895).
- 1843 — Alberto de Saxe-Altemburgo (m. 1902).
- 1844 — Maria Imaculada das Duas Sicílias (m. 1899).
- 1849 — Alberto Pimentel, escritor e jornalista português (m 1925).
- 1857
  - Aluísio Azevedo, escritor e jornalista brasileiro (m. 1913).
  - Beatriz do Reino Unido, princesa britânica (m. 1944).
- 1866 — Anne Sullivan, professora estadunidense (m. 1936).
- 1868 — Peter Behrens, arquiteto e designer alemão (m. 1940).
- 1879 — James Branch Cabell, escritor estadunidense (m. 1958).
- 1882
  - Moritz Schlick, físico e filósofo alemão (m. 1936).
  - Eduardo Souto, pianista, compositor e maestro brasileiro (m. 1942).
- 1886
  - Edward C. Tolman, psicólogo estadunidense (m. 1959).
  - Árpád Tóth, poeta e tradutor húngaro (m. 1928).
- 1889
  - Arnold J. Toynbee, historiador britânico (m. 1975).
  - Efim Bogoljubow, enxadrista alemão (m. 1952).
- 1891 — B.R. Ambedkar, político, economista e jurista indiano (m. 1956).
- 1892 — Claire Windsor, atriz norte-americana (m. 1973).
- 1894 — José Medina, ator e diretor brasileiro (m. 1980).
- 1896
  - Alfredo Volpi, pintor ítalo-brasileiro (m. 1988).
  - Ramón Eguiazábal, futebolista espanhol (m. 1939).

### Século XX

#### 1901–1950
- 1901 — Hein Heckroth, diretor de arte alemão (m. 1970).
- 1904
  - John Gielgud, ator britânico (m. 2000).
  - Sonia Gaskell, bailarina e coreógrafa franco-lituana (m. 1974).
- 1906
  - Faisal da Arábia Saudita (m. 1975).
  - F. Keogh Gleason, diretor de arte norte-americano (m. 1982).
- 1907 — François Duvalier, médico e político haitiano (m. 1971).
- 1909 — Soeiro Pereira Gomes, escritor e militante português (m. 1949).
- 1910 — Jorge Veiga, músico brasileiro (m. 1979).
- 1911 — Theodor Romzha, bispo e beato católico ucraniano (m. 1947).
- 1912
  - Robert Doisneau, fotógrafo francês (m. 1994).
  - Joie Chitwood, automobilista norte-americano (m. 1988).
- 1914 — Hans Assi Hahn, aviador alemão (m. 1982).
- 1916
  - Pehr Victor Edman, bioquímico sueco (m. 1977).
  - Abdul Rahman Arif, político e militar iraquiano (m. 2007).
- 1917 — Torsten Lindberg, futebolista e treinador de futebol sueco (m. 2009).
- 1918 — John F. Harvey, presbítero e teólogo católico estadunidense (m. 2010).
- 1920 — Schubert Gambetta, futebolista uruguaio (m. 1991).
- 1921 — Thomas Schelling, economista norte-americano (m. 2016).
- 1923 — Rodrígo Ruíz, futebolista mexicano (m. 1999).
- 1925
  - Rod Steiger, ator estadunidense (m. 2002).
  - Abel Muzorewa, religioso e político zimbabuano (m. 2010).
- 1926
  - Leopoldo Calvo-Sotelo, político espanhol (m. 2008).
  - Myung Rye-hyun, ex-futebolista e treinador de futebol norte-coreano.
- 1927 — Dany Robin, atriz francesa (m. 1995)
- 1929 — Chadli Bendjedid, político e militar argelino (m. 2012).
- 1930
  - Carminha Mascarenhas, cantora brasileira (m. 2012).
  - René Desmaison, alpinista francês (m. 2007).
  - Bradford Dillman, ator e escritor norte-americano (m. 2018).
- 1931 — Vic Wilson, automobilista britânico (m. 2001).
- 1932 — Loretta Lynn, cantora norte-americana (m. 2022).
- 1933
  - Boris Strugatsky, escritor russo (m. 2012).
  - Yuri Oganessian, físico russo.
- 1935 — Erich von Däniken, escritor suíço.
- 1936 — Kenneth Mars, ator estadunidense (m. 2011).
- 1938
  - Durdy Bayramov, pintor turcomeno (m. 2014).
  - Bruce Alberts, bioquímico e pesquisador norte-americano.
- 1940 — Maria de Liechtenstein (m. 2021).
- 1941
  - Julie Christie, atriz britânica.
  - Pete Rose, jogador de beisebol norte-americano (m. 2024).
- 1942
  - Francisco Nóbrega, futebolista português (m. 2012).
  - Martín Emilio Rodríguez, ex-ciclista colombiano.
  - Valery Brumel, atleta russo (m. 2003).
  - Lasier Martins, jornalista, advogado e político brasileiro.
- 1943 — Fuad Siniora, político libanês.
- 1944
  - Johan Devrindt, ex-futebolista belga.
  - Nguyễn Phú Trọng, político vietnamita (m. 2024).
- 1945
  - Ritchie Blackmore, guitarrista britânico.
  - Tuila'epa Sailele Malielegaoi, político samoano.
  - Antônio Carlos Barbosa, treinador de basquete brasileiro.
- 1946 — Eduardo Maglioni, ex-futebolista argentino.
- 1947 — Fabián Alarcón, político equatoriano.
- 1949 — Dave Gibbons, desenhista britânico.
- 1950
  - Péter Esterházy, escritor húngaro (m. 2016).
  - Sandra Passarinho, jornalista brasileira.
  - Francis Collins, geneticista norte-americano.

#### 1951–2000
- 1951
  - Julian Lloyd Webber, violoncelista britânico.
  - Phankham Viphavanh, político laosiano.
- 1952 — Udo Voigt, político alemão.
- 1954
  - Katsuhiro Otomo, mangaka e diretor de cinema japonês.
  - Włodzimierz Mazur, futebolista polonês (m. 1988).
- 1955 — Ovelha, cantor e compositor brasileiro.
- 1956 — Barbara Bonney, cantora estadunidense.
- 1957
  - Domingo Drummond, futebolista hondurenho (m. 2002).
  - Lothaire Bluteau, ator canadense.
- 1958
  - Peter Capaldi, ator, diretor e roteirista britânico.
  - John D'Aquino, ator estadunidense.
  - José Augusto de Sotto Mayor Pizarro, historiador português.
- 1960
  - Paulo Santos, ex-futebolista brasileiro.
  - Brad Garrett, ator estadunidense.
- 1961
  - Humberto Martins, ator brasileiro.
  - Robert Carlyle, ator e diretor britânico.
- 1962 — Paulo Leão, diretor e ator brasileiro.
- 1963 — Cynthia Cooper-Dyke, ex-jogadora de basquete americana.
- 1964
  - Jeff Andretti, ex-automobilista estadunidense.
  - Gina McKee, atriz britânica.
  - Maria João Abreu, atriz portuguesa (m. 2021).
  - Jim Grabb, ex-tenista norte-americano.
- 1965 — Catherine Dent, atriz estadunidense.
- 1966
  - André Boisclair, político canadense.
  - Cyria Coentro, atriz e apresentadora brasileira.
- 1967 — Nicola Berti, ex-futebolista italiano.
- 1968
  - Anthony Michael Hall, ator estadunidense.
  - Ângelo Torres, ator são-tomense.
- 1969
  - Ibn al-Khattab, terrorista saudita (m. 2002).
  - Lee Kyung-chun, ex-futebolista sul-coreano.
- 1970 — Vadim Krasnoselsky, político moldávio.
- 1971
  - Miguel Calero, futebolista colombiano (m. 2012).
  - Marcelo Otero, ex-futebolista uruguaio.
- 1972 — Benjamin Insfran, voleibolista brasileiro.
- 1973
  - Adrien Brody, ator estadunidense.
  - Roberto Ayala, ex-futebolista argentino.
  - David Miller, tenor estadunidense.
- 1974 — Da Brat, rapper e atriz estadunidense.
- 1975
  - Lita, wrestler e cantora estadunidense.
  - Luciano Almeida, ex-futebolista brasileiro.
  - Anderson Silva, ex-lutador brasileiro.
  - Maxette Grisoni-Pirbakas, política e sindicalista francesa.
  - Takayoshi Tanimoto, músico japonês.
- 1976
  - Santiago Abascal, político espanhol.
  - Françoise Mbango Etone, atleta camaronesa.
- 1977
  - Erjon Bogdani, ex-futebolista albanês.
  - Cristiano Zanetti, ex-futebolista italiano.
  - Sarah Michelle Gellar, atriz estadunidense.
  - Benjamin Williams, ex-árbitro de futebol australiano.
- 1978 — Georgina Harland, ex-pentatleta britânica.
- 1979 — Rebecca DiPietro, modelo estadunidense.
- 1980 — Priscila Sol, atriz brasileira.
- 1981
  - Raúl Bravo, ex-futebolista espanhol.
  - Elvis Abbruscato, ex-futebolista italiano.
- 1982
  - Paolla Oliveira, atriz brasileira.
  - Larissa França, jogadora de vôlei de praia brasileira.
  - Jaouad Zairi, ex-futebolista marroquino.
  - Tera Wray, atriz norte-americana (m. 2016).
- 1983
  - Wagner Santisteban, ator brasileiro.
  - Ahmed Otaif, ex-futebolista saudita.
  - Michel Noher, ator argentino.
- 1984
  - Gaoussou Fofana, ex-futebolista marfinense.
  - Walter Montillo, ex-futebolista argentino.
- 1985
  - Jussier Formiga, lutador brasileiro.
  - Henk Grol, ex-judoca neerlandês.
- 1986
  - Matt Derbyshire, ex-futebolista britânico.
  - Thaila Ayala, atriz e modelo brasileira.
  - Josselin Ouanna, ex-tenista francês.
  - Matías Rodríguez, futebolista uruguaio.
- 1987
  - Dênis, futebolista brasileiro.
  - Christiana Ubach, atriz brasileira.
  - Martín Cauteruccio, futebolista argentino.
- 1988
  - Ratthapark Wilairot, motociclista tailandês.
  - Anthony Modeste, futebolista francês.
  - Roberto Bautista, tenista espanhol.
  - Christian Alexander, ator greco-estadunidense.
- 1989
  - Jake Rosenzweig, automobilista norte-americano.
  - Óscar de Marcos, futebolista espanhol.
  - Pedro Jervis, ator português.
- 1990
  - Arianna Fontana, patinadora artística italiana.
  - Farkhod Vasiev, ex-futebolista tajique.
- 1991
  - Javier Fernández, patinador artístico espanhol.
  - Moussa Marega, futebolista francês.
  - Martín Montoya, futebolista espanhol.
- 1992
  - Frederik Sørensen, futebolista norueguês.
- 1993
  - Vivien Cardone, atriz estadunidense.
  - Graham Phillips, ator estadunidense.
  - Josephine Skriver, modelo dinamarquesa.
- 1994
  - Skyler Samuels, atriz estadunidense.
  - Axcil Jefferies, automobilista zimbabuano.
  - Pauline Ranvier, esgrimista francesa.
  - Melanie Leupolz, futebolista alemã.
- 1995
  - Baker Mayfield, jogador de futebol estadunidense.
  - Niklas Stark, futebolista alemão.
- 1996
  - Abigail Breslin, atriz estadunidense.
  - Carlos Strandberg, futebolista sueco.
- 1997
  - Guilherme Arana, futebolista brasileiro.
  - Ante Ćorić, futebolista croata.
- 1998
  - Idrissa Doumbia, futebolista marfinense.
  - Ian Garrison, ciclista norte-americano.
  - Altay Bayındır, futebolista turco.
- 1999
  - Mattéo Guendouzi, futebolista francês.
  - Anita Simoncini, cantora samarinesa.
  - Fabio Mazzucco, ciclista italiano.
- 2000
  - Rafael Navarro, futebolista brasileiro.
  - Guilherme Voss, voleibolista brasileiro.

### Século XX
- 2001
  - Lulu Sun, tenista neozelandesa.
  - Jalen Williams, jogador de basquete estadunidense.
- 2002
  - Carlos Alberto Gomes, futebolista brasileiro.
- 2005
  - Sebastián Montoya, automobilista colombiano.
  - Dean Huijsen, futebolista neerlandês-espanhol.

## Mortes

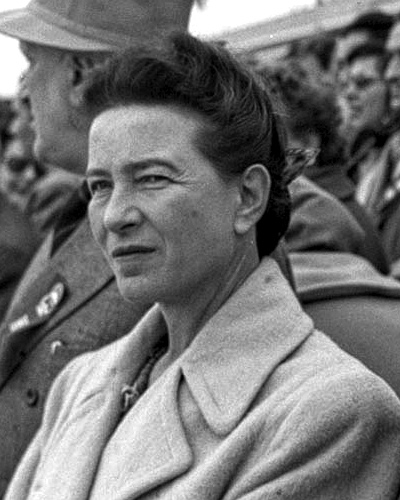
Simone de Beauvoir

Zuzu Angel

### Anteriores ao século XIX
- 0911 — Papa Sérgio III (n. 870).
- 1322 — Bartolomeu de Badlesmere, latifundiário e nobre inglês (n. 1275).
- 1471 — Ricardo Neville, 16.º Conde de Warwick (n. 1428).
- 1626 — Gaspare Aselli, médico italiano (n. 1581).
- 1759 — Georg Friedrich Händel, compositor alemão (n. 1685).

### Século XIX
- 1842 — Alejandro María Aguado, militar e banqueiro espanhol (n. 1784).
- 1865 — José Rafael Carrera Turcios, político guatemalteco (n. 1814).
- 1894 — Adolf Friedrich von Schack, poeta e historiador alemão (n. 1815).

### Século XX
- 1917 — Ludwik Lejzer Zamenhof, oftalmologista e filólogo polonês (n. 1859).
- 1938 — Gillis Grafström, patinador artístico sueco (n. 1893).
- 1939 — José Júlio de Souza Pinto, pintor português (n. 1856).
- 1976 — Zuzu Angel, estilista brasileira (n. 1921).
- 1981
  - Jayrinho, cantor, compositor, produtor musical e arranjador brasileiro (n. 1952).
  - Victor Assis Brasil, saxofonista brasileiro (n. 1945).
- 1985 — Adelaide Molinari, religiosa e ativista brasileira (n. 1938).
- 1986 — Simone de Beauvoir, escritora e filósofa francesa (n. 1908).
- 1988
  - Daniel Guérin, escritor francês (n. 1904).
  - Camilla Ravera, política italiana (n. 1889).
- 1991 — Randolfo Pacciardi, político italiano (n. 1899).
- 1997 — Gerda Christian, secretária particular alemã (n. 1913).
- 2000 — Wilf Mannion, futebolista inglês (n. 1918).

### Século XXI
- 2001 — Jim Baxter, futebolista escocês (n. 1939).
- 2002 — Buck Baker, piloto estadunidense (n. 1919).
- 2006 — Miguel Reale, filósofo e jurista brasileiro (n. 1910).
- 2007 — Daniela Barbosa, jogadora brasileira de hóquei em patins (n. 1975).
- 2009 — Maurice Druon, escritor francês (n. 1918).
- 2010
  - Gene Kiniski, lutador canadense (n. 1928).
  - Peter Steele, cantor e compositor norte-americano (n. 1962).
- 2012
  - Paulo César Saraceni, diretor e roteirista brasileiro (n. 1932).
  - Gilberto Velho, antropólogo brasileiro (n. 1945).
  - Piermario Morosini, futebolista italiano (n. 1986).
- 2014
  - Mick Staton, político americano (n. 1940).
  - Wally Olins, consultor empresarial britânico (n. 1930).
- 2015 — Percy Sledge, cantor e compositor norte-americano (n. 1941).
- 2018 — Miloš Forman, cineasta tcheco-americano (n. 1932).
- 2023
  - Mark Sheehan, cantor irlandês (n. 1976).
  - Fughetti Luz, cantor brasileiro (n. 1947).

## Feriados e eventos cíclicos
- Dia Mundial do Café
- Dia Pan-americano
- Dia do Patinador

### Internacional
- Celebrações de Ano Novo - Índia

### Angola
- Dia da Juventude

### Brasil
- Dia do Técnico em Serviço de Saúde.
- Aniversário do Santos Futebol Clube
- Aniversário de Caçapava, São Paulo
- Aniversário de Gália, São Paulo
- Aniversário de Catanduva, São Paulo
- Aniversário de Nova Olinda, Ceará
- Aniversário de Botucatu, São Paulo
- Aniversário de Palmas, Paraná
- Aniversário de Constantina, Rio Grande do Sul
- Aniversário de Nova Xavantina, Mato Grosso

### Cristianismo
- Aristarco de Tessalônica
- Lidvina de Schiedam
- Pedro González Telmo

## Outros calendários
- No calendário romano era o 18.º dia (XVIII) antes das calendas de maio.
- No calendário litúrgico tem a letra dominical F para o dia da semana.
- No calendário gregoriano a epacta do dia é xv.